# Aeroportul Geva
Aeroportul Geva (IATA: GEF, ICAO: AGEV) este un aeroport din Insulele Solomon.
aeroportul dispune de o singură pistă.